# Porubský zámek
Porubský zámek je druhá nejstarší stavba na území Poruby. Jedná se o neveliký zámeček, umístěný na severním svahu řeky Porubky hned naproti rozsáhlému sídlišti, které tvoří většinu současné zástavby této části Ostravy. Je chráněn jako kulturní památka České republiky.

## Historie
Zámek byl vybudován někdy okolo roku 1573 na místech bývalé středověké tvrze jako renesanční sídlo Markvartoviců. V pozdějších stoletích často měnil majitele, až nakonec skončil u rodu Wilczků. Během druhé světové války byla celá oblast včetně zámečku poškozena spojeneckým bombardováním. Po skončení konfliktu byl zámek znárodněn, přestavěn na byty a později zde sídlila škola lidových umění. V roce 1990 značně zpustlý zámek, poničený navíc ještě požárem, který vypukl v témže roce, odkoupil Statis Prusalis a zrekonstruoval jej.
V roce 2009 byla v areálu zámku vytvořena a vysvěcena pravoslavná kaple svatého Jiří. 
V současné době existují spekulace, že je zámek propojen s nedalekým kostelem svatého Mikuláše tajnou středověkou chodbou.